# Видоје Мојсиловић
Видоје Мојсиловић (Београд, 26. јун 1928 — Београд, 28. септембар 1996) био је српски новинар, фотографски писац, фото-репортер и филмски сниматељ. Студирао југословенску књижевност на Филолошком факултету у Београду.

## Рад у аматерском филму
Најпре је, од почетка педесетих година 20. века, деловао у Кино клубу „Београд“ као киноаматер, и то превасходно као сниматељ. Раних педесетих година снимио популарни аматерски филм „Марамица“, у режији Кокана Ракоњца. Након 1957. није се више бавио филом, него фотографијом и новинарством.

## Рад у фотографији
Првобитно је, као члан Фото клуба „Београд“, учествовао на изложбама фотографије, а затим се све више опредељивао за новинарски рад. Деловао као главни уредник Фото-кино ревије од јануара 1958. до септембра 1970, затим био уредник фотографије недељника Илустрована Политика (до 1979). У истом листу је остао до пензије као фото-репортер. Један од најплоднијих фотографских писаца на српском језику у другој половини XX века. Објавио на стотине чланака о различитим фотографским темама, и четири књиге у више издања. Био носилац звања Кандидат-мајстор фотографије Фото-савеза Југославије, и међународног фотографског звања Екселенција FIAP (EFIAP).

## Књиге
- Фотографија од идеје до реализације, Београд: Техничка књига, 1959; 1961 (друго издање); 1966 (треће); 1970(?) (четврто); 1976 (пето); 1979 (шесто); 1984 (седмо);
- Ево шта је фотографија, Београд : Техничка књига, 1961;
- АБЦ колор фотографије, Београд : Техничка књига, 1961; 1967 (друго издање); 1972 (треће);
- Све о колор фотографији, Београд : Техничка књига, 1977; 1979 (друго издање).